# Witchblade
Witchblade est une série américaine de comics créée par Marc Silvestri, David Wohl, Brian Haberlin & Michael Turner en 1995 pour Top Cow. Elle a été adaptée sous forme de série télé et d'anime par Gonzo Digimation. Le personnage de Sara Pezzini apparait pour la première fois dans Cyblade/Shi #1: The Battle For Independents en 1995.

## Scénario
Le Witchblade est un gant en acier mystique qui a armé des guerrières tout au long de l'Histoire. Contenant une pierre d'origine mystérieuse et une volonté qui lui semble propre, ce gant est à la fois un atout et une malédiction. Il procure à celle qu'il choisit des perceptions accrues, des réflexes et des capacités de combat phénoménales et peut se muter en épée, voire en armure si besoin est.
Le 11 novembre 2000 est la date à laquelle, selon les prophéties, le Witchblade doit se trouver une nouvelle compagne. C'est ce jour-là que Sara Pezzini, lieutenant de la police criminelle de New York, à la poursuite d'un homme qu'elle pense être impliqué dans le meurtre de son amie d'enfance, pénètre dans le musée du millionnaire Kenneth Irons qui est l'actuel propriétaire, mais pas porteur, du Witchblade. Et c'est dans la fusillade qui s'ensuit à l'intérieur du musée que le gant choisit Sara comme nouvel hôte, sous les yeux d'un mystérieux observateur : Ian Nottingham.
Subissant dans un premier temps les visions que lui procure le gant, visions qui lui fournissent des informations sur son enquête en cours, laissant tout d'abord le gant la protéger de son propre chef sans vraiment comprendre ni réagir, Sara, avec l'aide probablement intéressée de Kenneth Irons, va apprendre à maîtriser les pouvoirs du Witchblade et va s'en servir pour venger tour à tour sa meilleure amie, son partenaire et son père en restant toutefois, pour le moment, dans les limites de la loi qu'elle protège en tant qu'officier de Police.
Sara croisera sur son chemin un tueur à gage de la mafia du nom de Jackie Estacado, détenteur d'un autre pouvoir, le Darkness.
La série a fait l'objet de nombreux crossover, notamment avec :
- Tomb Raider
- The Darkness
- Aliens vs. Predator
- Elektra
- Wolverine
- Lady Death
- Magdalena
- Vampirella
- Le Surfer d'Argent.

## Personnages

### Porteuses du Witchblade
- Una (fiction)
- Lysandra
- Princess Raquel (fiction)
- Samantha
- Leung Lin Yao
- Cléopâtre
- Boadicée
- Artémise Ier
- Katarina
- Annabella Altavista
- Maitea
- Jeanne d'Arc
- Isabelle Ire de Castille
- Zenobia
- Queen Kijani
- Florence Nightingale
- Marie Curie
- Roxanne Laroque (fiction)
- Anne Bonny
- Enola
- Josephine Valmont (fiction)
- Tasya Federova (fiction)
- Sara Pezzini (fiction)
- Kimberly Tossova (fiction)
- Danielle Baptiste (fiction, elle succède à Sara)
- Hope Pezzini (fiction, fille de Sara dans le futur)
- Selina Alice Lauren
- Persephani (fiction)
- Masane Amaha (fiction)
- Takeru Ibaraki (fiction)

### Autres
- Ian Nottingham
- Kenneth Irons
- Tora No Shi
- Colin X

Anime
- Akane Nakiko
- Masane Amaha

Manga
Takeru Ibaraki

## Publications

### Top Cow
- Witchblade #1-147, ½, 500 (1995-actuel)
- Witchblade Infinity
- Tales Of The Witchblade #1-9, ½ (1996-2001)
- Medieval Spawn/Witchblade
- Tomb Raider/Witchblade #1, 2, ½
- Devil's Reign (1997)
  1. Weapon Zero/Silver Surfer
  2. Cyblade/Ghost Rider
  3. Ghost Rider/Ballistic
  4. Ballistic/Wolverine
  5. Wolverine/Witchblade
  6. Witchblade/Elektra
  7. Elektra/Cyblade
  8. Silver Surfer/Weapon Zero

½ Silver Surfer/Witchblade
- Battle Of The Planets/Witchblade
- Aliens vs. Predator/Witchblade/The Darkness
  - Mindhunter #1-4 (2000)
  - Overkill #1-2 (2000)
- Vampirella/Witchblade
  - Vampirella/Witchblade
  - Vampirella/Witchblade II: Union of the Damned
  - Vampirella/Witchblade III: The Feast
- Witchblade/The Magdalena/Vampirella
- Witchblade/Darkchylde

### Panini Comics
- Marvel crossover 5 : Wolverine/Witchblade (1997)

### Bethy
- Le Règne du démon (1998)

### Éditions USA
| - Witchblade tome 1 : ép. 1, 2, 3 (1997) (ISBN 2-911033-39-6) - Witchblade tome 2 : ép. 4, 5, 6 (1997) (ISBN 2-911033-40-X) - Witchblade tome 3 : ép. 7, 8, 9 (1998) (ISBN 2-911033-41-8) - Witchblade tome 4 : Medieval Spawn/Witchblade (1998) (ISBN 2-911033-47-7) - Witchblade tome 5 : Tales of the Witchblade #½, 1, 2 (1998) (ISBN 2-911033-49-3) - Witchblade tome 6 : ép. 10, 11, 12 (1998) (ISBN 2-911033-66-3) - Witchblade tome 7 : ép. 13, 14, 15 (1998) (ISBN 2-911033-67-1) - Witchblade tome 8 : ép. 16, 17, 18 (1999) (ISBN 2-911033-68-X) | - Witchblade tome 9 : ép. 19, The Darkness #9-10 (1999) (ISBN 2-911033-69-8) - Witchblade tome 10 : Tomb Raider/Witchblade, Witchblade/Tomb Raider, Tales of the W. #5 (1999) (ISBN 2-911033-70-1) - Witchblade tome 11 : ép. 20, 21, 22 (2000) (ISBN 2-914409-00-1) - Witchblade tome 12 : ép. 23, 24, 25 (2000) (ISBN 2-914409-01-X) - Witchblade tome 13 : ép. 26, 27, 28 (2001) (ISBN 2-914409-02-8) - Witchblade tome 14 : ép. 29. 30, 31 (ISBN 2-914409-03-6) - Witchblade tome 15 : ép. 32, 33, 34 (ISBN 2-914409-04-4) |

### Semic
| - Witchblade no 1 à 27 (1996 à 2001) : Witchblade #1-50, Tomb Raider/Witchblade, Witchblade/Tomb Raider, Witchblade-Dark Minds - Top Cow universe no 1 à 9 : Witchblade #51-59, 61, 62 - Top Cow universe no 10-11 : Serment de sang, Witchblade #63 et 64 - Top Cow universe no 12-17 : Witchblade #65-68, 70-71, Witchblade/Wolverine #1 - Tomb Raider spécial no 6 : Witchblade #60 - Planète comics no 1 : Medieval Spawn/Witchblade - Collection Image no 15 : Dark crossings - Spécial DC no 11 : JLA/Witchblade - Serment de sang (2004) (ISBN 2-84857-079-2). Réédition chez Wanga Comics en 2013 (ISBN 979-1090498136). | - Witchblade hors-série 1. Tales of the Witchblade #1-3 2. Tales of the Witchblade #4-6 3. Witchblade Infinity (1999) 4. Witchblade/Darkness, Darkness/Witchblade (2000) 5. Destiny's child (2000) 6. Overkill part 2 (2001) 7. Mindhunter (2001) 8. Witchblade/Lady Death (2002) 9. Tales of the Witchblade #7-9 (2002) 10. Obakemono (2002) 11. Vampirella/Witchblade, Magdalena/Vampirella (2003) 12. Nottingham (2004) - Darkness hors-série no 3 : Overkill part 1 (2001) |

### Delcourt
1. Le Jeu de la mort (2008) (Wb #70-75)  (ISBN 978-2-7560-1285-8)
2. Chasse aux sorcières (2008) (Wb 80-85)
3. Fugitive (2009) (Wb 86-91)
4. Révélations (2010) (Wb #92-96)  (ISBN 978-2-7560-1789-1)
5. Sacrifice (2011) (Wb #97-100)
6. Renaissance (05/12/2012) (Wb #101 à 105)

## Adaptations dans d'autres médias
Witchblade a fait l'objet de portages sur petit écran, d'un projet avorté sur grand écran, et d'adaptation en manga :
- une série télévisée, avec Yancy Butler dans le rôle de Sara Pezzini ;
- une série animée par le Studio Gonzo ;
- Witchblade Takeru, un manga de deux tomes de Yasuko Kobayashi et Kazasa Sumita, qui est une histoire indépendante avec de nouveaux personnages[2] ;
- un film réalisé par Michael Rymer (qui a réalisé la dernière saison de Battlestar Galactica) était prévu pour 2010.

Par ailleurs, Witchblade a fait l'objet de plusieurs bandes originales éditées en CD :
- Songs to the Witchblade: A Soundtrack to the Comic Book ;
- Witchblade: the Music, qui associe des titres présents dans la série télévisée et des morceaux inspirés par la bande dessinée ;
- Witchblade: the Original Soundtrack, de Joel Goldsmith : bande originale de la série télévisée ;
- Witchblade Original Soundtrack: Sexual Panic et Witchblade Original Soundtrack:  Dazzling War : bande originale de la série animée.